# Кармишин, Александр Васильевич
Алекса́ндр Васи́льевич Карми́шин (2 сентября 1912 года — 23 ноября 2013 года) — советский учёный в области ракетостроения, доктор технических наук, профессор. Заслуженный деятель науки и техники РСФСР, лауреат двух Государственных премий СССР и премии Совета Министров СССР.

## Биография
Родился в деревне Обуховке Ардатовского уезда Симбирской губернии в крестьянской семье.
В 18 лет был зачислен учеником сапожника в мастерскую при обувной фабрике «Трудовая коммуна» в городе Иваново.
В 1940 году окончил механико-математический факультет Московский государственный университет имени М. В. Ломоносова.
В 1941 году ушёл добровольцем на фронт. Зимой 1944 года получил тяжёлое ранение в боях под Псковом. В 1947 году аспирантом механико-математического факультета МГУ пришёл в НИИ-88 на должность старшего инженера в отделе прочности.
С 1953 года и на протяжении 40 лет возглавлял направление прочности ЦНИИМАШ. Стал одним из создателей Центра исследования прочности.
Под руководством Кармишина защищено свыше шестидесяти кандидатских и восемь докторских диссертаций.
Скончался Александр Васильевич 23 ноября 2013 года. Прах захоронен в колумбарии на Пятницком кладбище.

## Награды
- Орден Ленина
- Орден Октябрьской Революции
- Орден Отечественной войны I степени
- Орден Трудового Красного Знамени
- Орден Красной Звезды
- Орден «Знак Почёта»
- Две Государственные премии СССР[3]
- Премия Совета Министров СССР
- Заслуженный деятель науки и техники РСФСР[3]
- Почётный гражданин города Королёва[3]
- медали